# Grand avaleur
Chiasmodon niger
Espèce
Synonymes
- Chiasmodon bolangeri Osório, 1909[1]
- Chiasmodus niger (Johnson, 1863)[1]
- Ponerodon vastator Alcock, 1890[1]

Statut de conservation UICN

 LC  : Préoccupation mineure
Le Grand avaleur (Chiasmodon niger) est une espèce de poissons abyssaux qui se caractérise par l'extensibilité des mâchoires supérieure et inférieure et par l'élasticité de son estomac (ce qui lui permet d'avaler des proies plus grandes que lui, jusqu'à plus de quatre fois sa taille). Sa taille ne dépasse pas 25 centimètres. 

## Description
La longueur du Grand Avaleur est de 25 cm. Son corps est fin, long et dépourvu d'écailles. Sa tête est dotée d'une mandibule plus longue que son os maxillaire et peut considérablement s'élargir. Ses deux mâchoires ont une seule rangée de dents pointues et rétractables qui s'alignent lorsque sa bouche est fermée. Les trois premières dents des deux mâchoires sont oblongues et ont la forme de canine.
Il a une petite épine inférieure au niveau du préopercule. Ses nageoires pectorales sont longues et ont souvent entre 12 et 15 rayons. Ses nageoires pelviennes sont petites et possèdent cinq rayons. Il a deux nageoires dorsales; l'une a entre 10 et 12 rayons tandis que la seconde qui est plus longue a entre 26 et 29 rayons. La nageoire anale a aussi entre 26 et 29 rayons. La nageoire caudale est fourchue et a neuf rayons.
Sa caractéristique principale est de s'attaquer à des poissons plus grand que lui. Ceux-ci sont avalés grâce à l'estomac du Grand Avaleur et qui plus généralement a un estomac élastique capable de contenir d'énormes poissons. Les poissons engloutis sont aussi visibles à l'extérieur du Grand Avaleur.

## Biologie

### Alimentation
Le Grand Avaleur est un prédateur qui se nourrit principalement de poissons osseux qui sont avalés en entier. Par la grande extensibilité de son estomac, il est capable d’engloutir des proies qui ont le double de sa longueur et qui ont dix fois sa masse. La mâchoire supérieure est articulée avec le crâne à travers un muscle suspenseur qui permet à la mâchoire de s’articuler de façon à pouvoir manger des prises plus grandes que sa tête. Il les mange en commençant par la queue puis avance sa mâchoire jusqu'à ce que la proie soit complètement introduite dans l'estomac.
On a trouvé des Grands Avaleurs qui avaient avalé des proies si grosses qu’elles n’avaient pas pu être  digérées avant leur décomposition. Le relâchement des gaz provoqués par la décomposition des poissons avait fait remonter à la surface le Grand Avaleur,. En 2007, un Grand Avaleur de 19 cm a été retrouvé mort au large des Îles Caïmans. Son estomac contenait un escolier serpent long de 86 cm soit plus de quatre fois la longueur de son prédateur.

### Reproduction
La reproduction est ovipare. Les œufs mesurent de 1,1 à 1,3 mm. Ils présentent un globule huileux clair et six taches foncées qui entourent la larve des yeux à la notocorde. Les taches disparaissent plus tard avec la croissance et le corps devient totalement sombre. Les œufs sont principalement pondus en hiver au large de l'Afrique du Sud ; les formes juvéniles sont trouvées d'avril à août au large des Bermudes. Les larves et les formes juvéniles sont recouvertes de petites épines saillantes,.

## Distribution
Le Grand avaleur est présent en Atlantique. Il vit dans la zone mésale et bathyale, entre 700 et 2 745 m de profondeur.

## Publication originale
- (en) James Yate Johnson, « Descriptions of three new genera of marine fishes obtained at Madeira », Proceedings of the Zoological Society of London, Londres, ZSL, vol. 1863,‎ 1863, p. 403-410 (ISSN 0370-2774, OCLC 1779524, BNF 32843178, lire en ligne).